# Halemaʻumaʻu

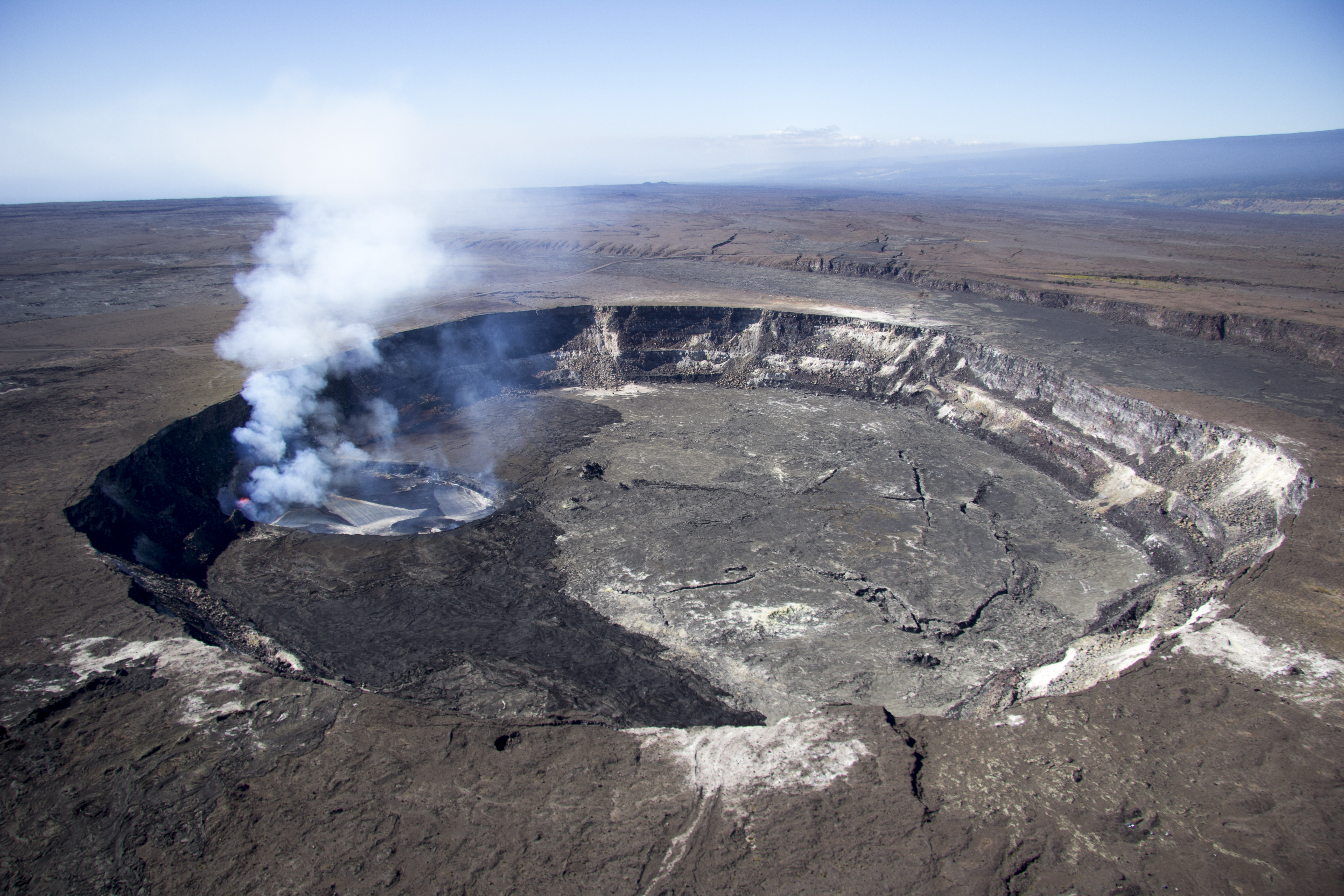
Halemaʻumaʻu-Krater mit Lavasee (2016)

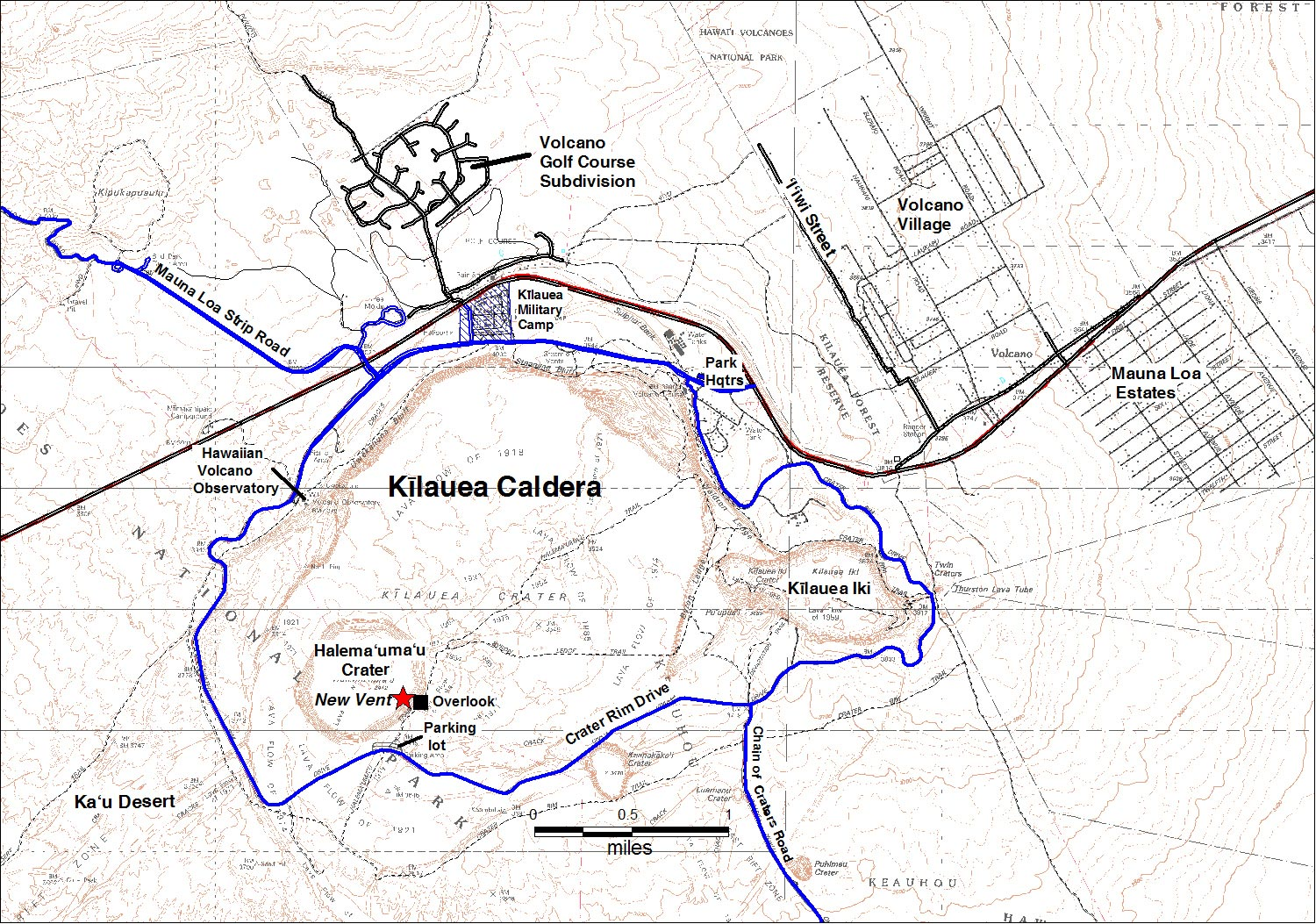
Karte des Gipfelplateaus des Kīlauea mit dem Halemaʻumaʻu im südwestlichen Teil der Kaldera

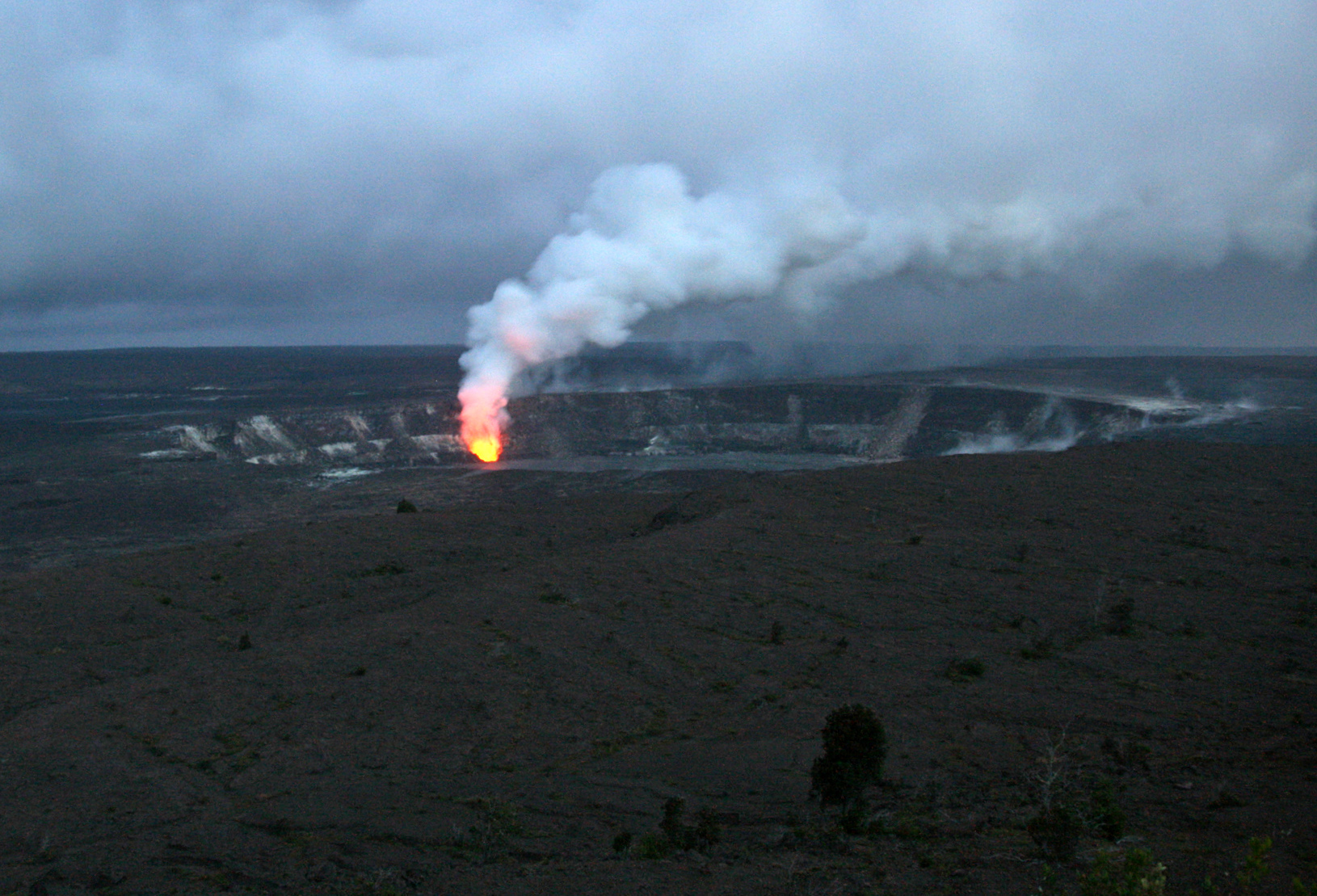
Schwefelemissionen und Inkandeszenz während der Ausbrüche 2008

Der Halemaʻumaʻu ([halemaʔumaʔu]) ist ein Schachtkrater im Boden der Caldera des Kīlauea-Vulkans im Hawaiʻi-Volcanoes-Nationalpark auf der größten Hawaii-Insel Big Island. Im Krater haben sich mehrfach Lavaseen gebildet, zuletzt seit Dezember 2020.

## Name und Mythen
Der Name leitet sich vom Wort für Haus (hale) und dem hawaiischen Namen des Sadleria-Farns (ʻāmaʻumaʻu) ab und bedeutet Farnhaus.
In der hawaiischen Religion gilt der Halemaʻumaʻu als Sitz der Vulkangöttin Pele und daher als besonders heilig.

## Der Lavasee
Bis 1924 befand sich im Halemaʻumaʻu ein aktiver Lavasee, der aber vor einem großen Ausbruch des Kīlauea erkaltete. Im März 2008 brach die erkaltete Lava nach 84 Jahren wieder auf und bildete im Kraterboden des Halemaʻumaʻu (ca. 1000 m Durchmesser) einen neuen Lavasee.
Aus Sicherheitsgründen war es längere Zeit nicht möglich, die Caldera des Kīlauea zu betreten und der Halemaʻumaʻu konnte nur aus einiger Entfernung vom Rand des Kīlauea-Kraters beobachtet werden. Die Aktivität des Lavasees ließ sich einige Jahre lang durch öffentliche Webcams beobachten. Der Lavasee (ca. 250 m lang und 180 m breit) war in den Boden des zylindrischen Halemaʻumaʻu-Kraters mit nahezu senkrechten Wänden eingetieft, dieser war wiederum eingelassen in den Boden der Kīlauea-Caldera (4000 m × 3200 m). Der Abstand der Oberfläche des Lavasees vom Boden des Halemaʻumaʻu-Kraters schwankte in den letzten Jahren seiner Existenz zwischen 60 m bis 150 m, da sich der Lavasee hob und senkte.
Nach mehreren Wochen vulkanischer Aktivität, sank der Lavasee Anfang Mai 2018 immer weiter ab und verschwand schließlich ganz. Am 15. und 17. Mai 2018 bildete sich, zum Teil nach Explosionen, eine große Aschewolke über dem Halemaʻumaʻu. In der Folgezeit vergrößerten Absenkungen der Caldera rings um den Krater des Halemaʻumaʻu diesen um ein Mehrfaches seiner vorherigen Größe.
Nach dem Verschwinden des Lavasees begann sich der Krater ab Juli 2019 mit Wasser zu füllen. Vom 20. Dezember 2020 bis zum Mai 2021 gab es eine neue Eruption aus Spalten im Halemaʻumaʻu-Krater, durch die das zuletzt ca. 50 Meter tiefe Wasser verdampfte und sich ein neuer Lavasee bildete.

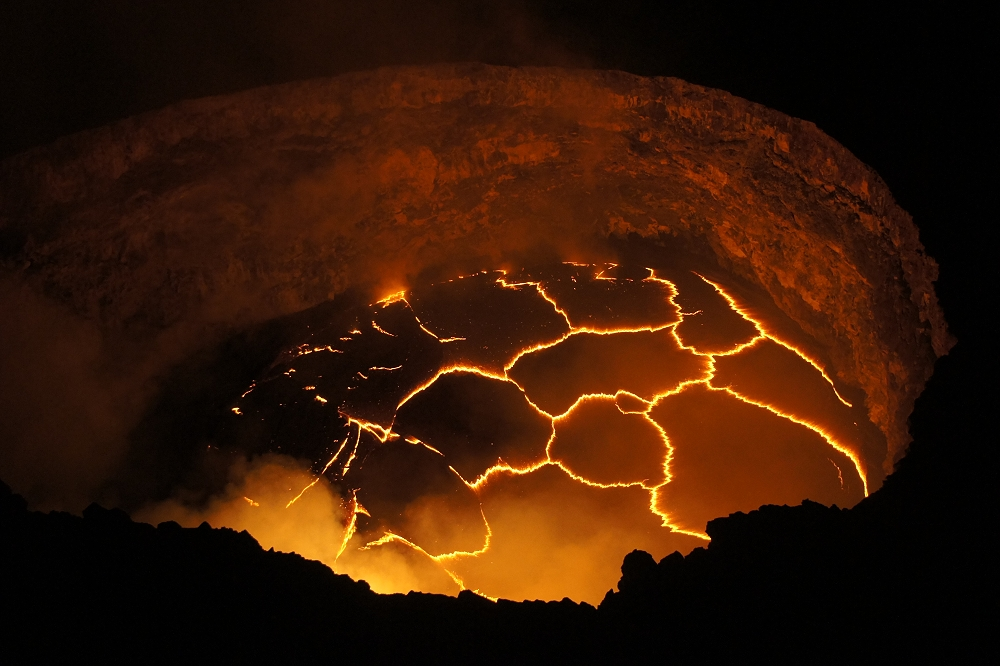
Lavasee im Halemaʻumaʻu-Krater (2012)
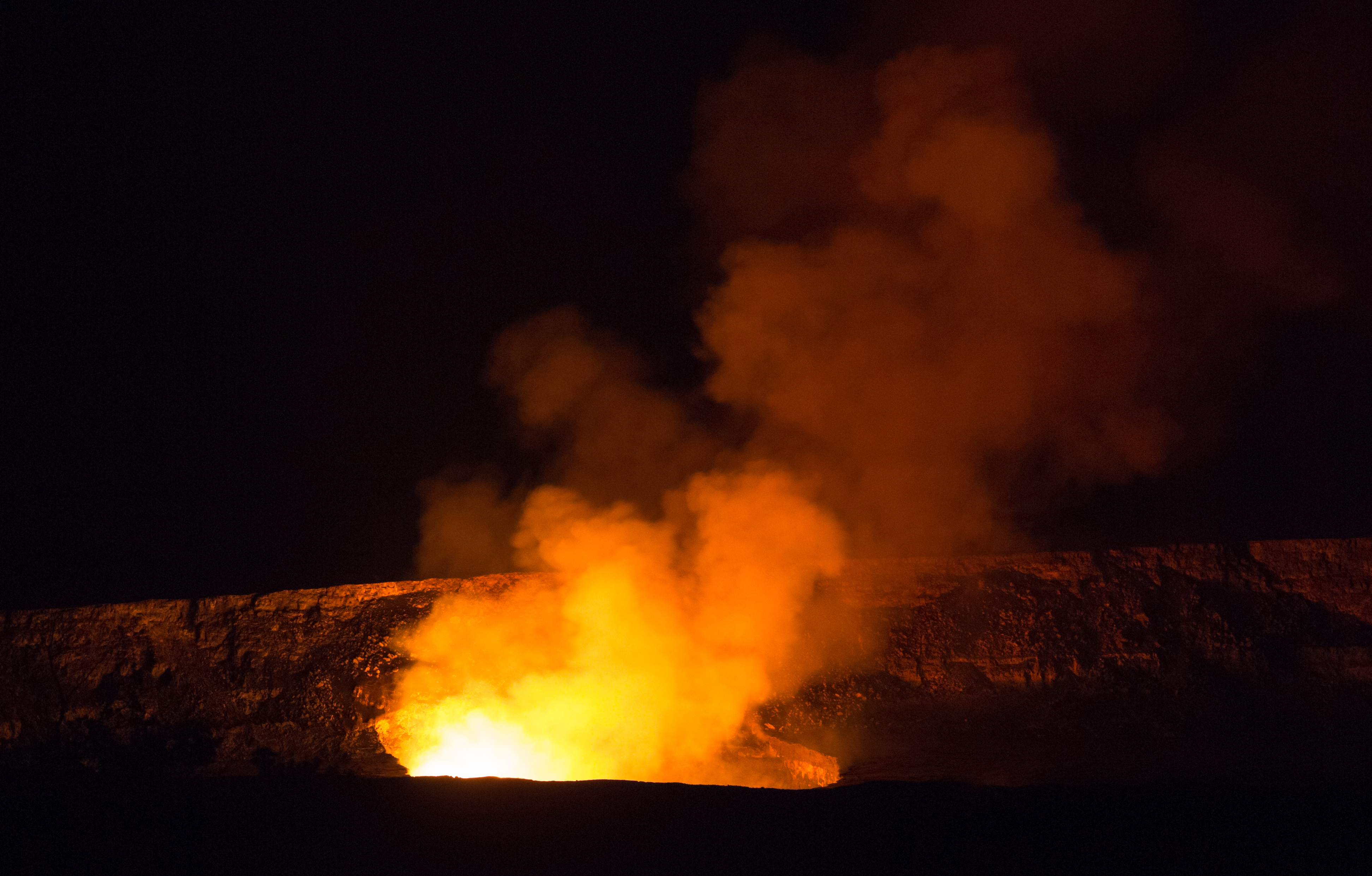
Nächtliches Leuchten der Lava im Halemaʻumaʻu-Krater (2017)
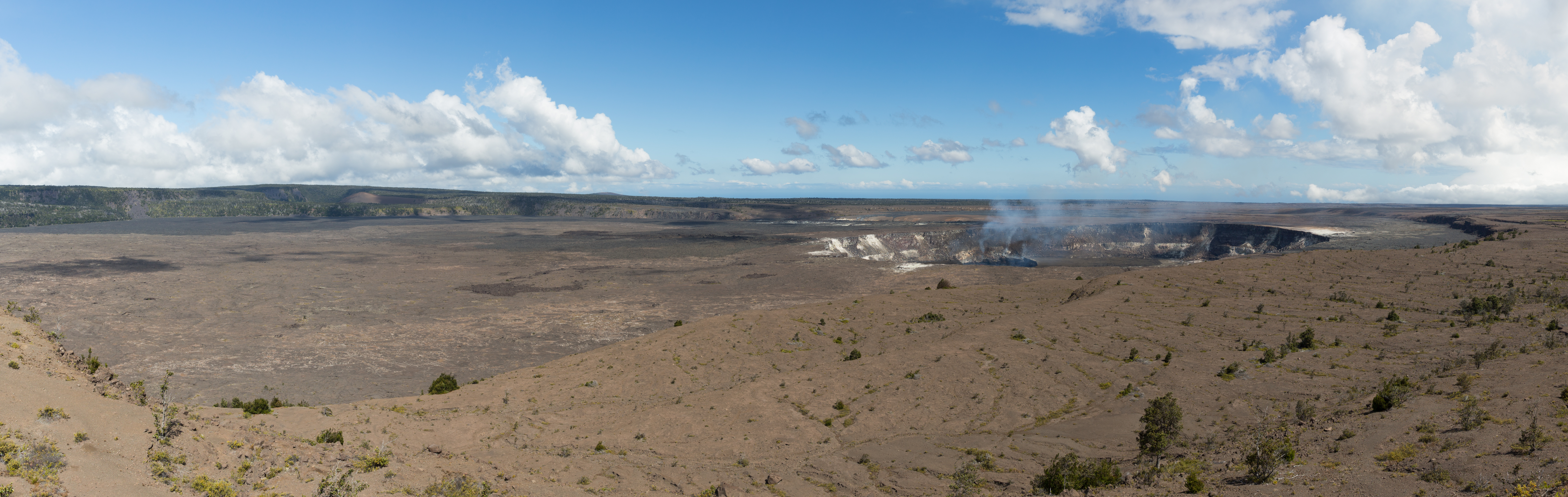
Gipfelcaldera des Kīlauea mit Halemaʻumaʻu-Krater rechts im Bild
- Zeitrafferaufnahme des Lavasees im Halemaʻumaʻu-Krater (2016)
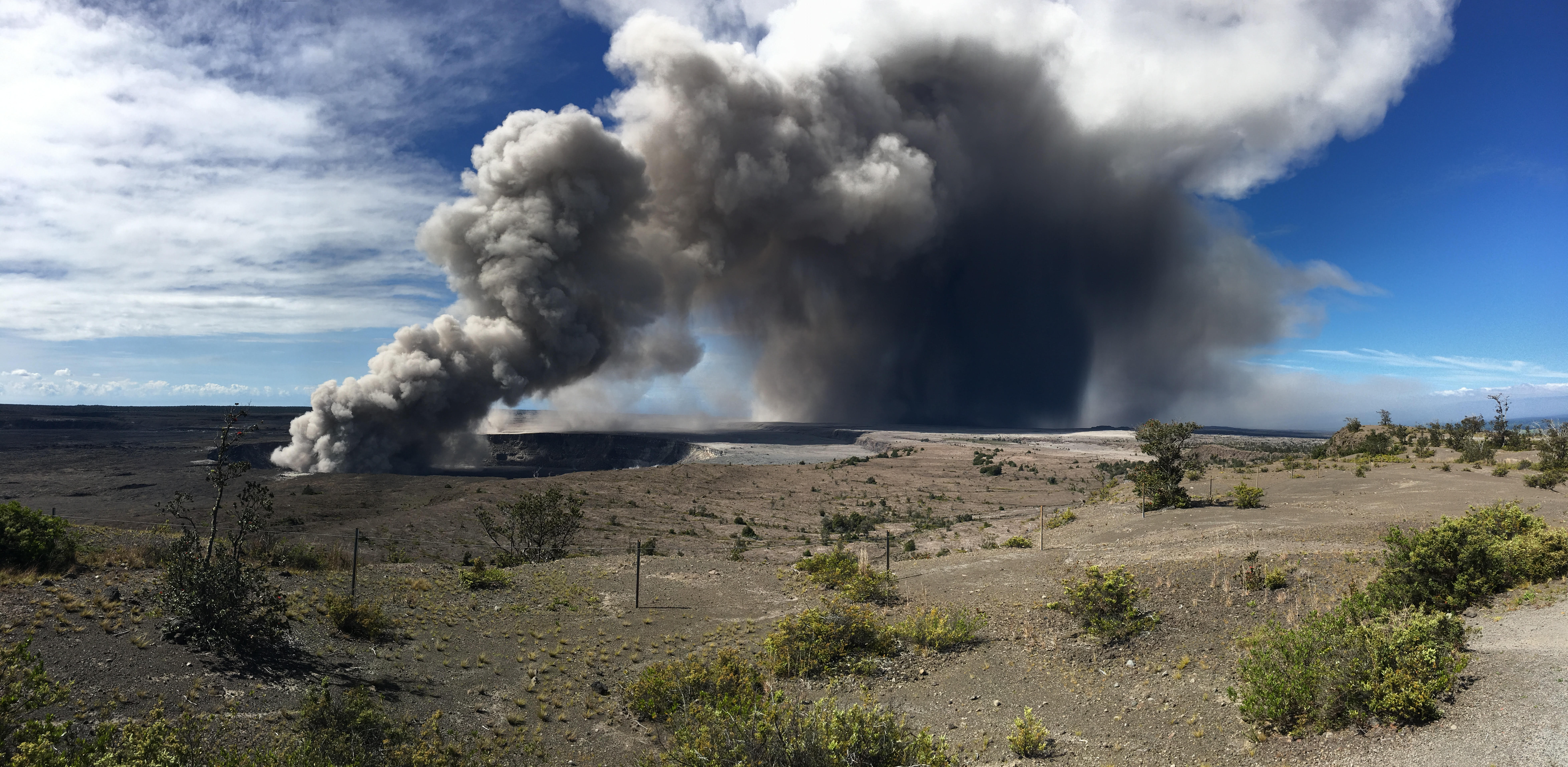
Aschewolke über dem Halemaʻumaʻu am 15. Mai 2018

## Aktivität ab 2021
Ein erneuter Ausbruch mit Lavafontänen begann am 29. September 2021. Da die Zufuhr von Lava bereits am 9. Dezember wieder versiegte, war der dadurch entstandene Lavasee nur von kurzer Dauer.
Am Nachmittag des 5. Januar 2023 wurde ein weiterer Ausbruch innerhalb des Halemaʻumaʻu festgestellt. Beobachtet wurden sowohl mehrere kleine Fontänen im östlichen Zentrum des Halemaʻumaʻu-Kraterbodens als auch Fontänen von 30 bis 50 Metern Höhe. Vom fast 120 Hektar großen Kraterboden wurde ein großer Teil von Lava bedeckt.